# Encara sé què vau fer l'estiu passat
Encara sé què vau fer l'estiu passat (títol original: I Still Know What You Did Last Summer) és una pel·lícula estatunidenca-mexicana de terror de tipus slasher dirigida per Danny Cannon, estrenada l'any 1998. Ha estat doblada al català.

## Argument
El film comença en una església. Julie James (Jennifer Love Hewitt) es confessa però el sacerdot és de fet l'assassí al qual ella va escapar un any abans. L'assassí l'ataca però aquesta escena és en realitat un somni i Julie es desperta cridant.
Un any després de ser assetjada per Ben Willis, la víctima mortal d'un accident en el qual ella va estar implicada al costat dels seus amics, Julie deixa la seva ciutat natal per anar a la Universitat. Karla Wilson (Conyac Norwood), la seva nova millor amiga, guanya un matí 4 places per a un cap de setmana a les Bahames responent a una qüestió: quina és el capital de Brasil, Rio de Janeiro (l'autèntica capital és Brasília) ! Convida doncs el seu company Tyrell (Mekhi Phifer), Will - un noi enamorat de Julie - (Matthew Settle) i aquesta última. Aquí el malson torna a repetir-se.

## Repartiment
- Jennifer Love Hewitt: Julie James
- Freddie Prinze Jr.: Ray Bronson
- Brandy Norwood: Karla Wilson
- Mekhi Phifer: Tyrell
- Musa Watson: Ben Willis
- Jennifer Esposito: Nancy
- Bill Cobbs: Estes
- Matthew Settle: Will Benson
- Jeffrey Combs: M. Brooks
- John Hawkes: Dave
- Jack Black: Titus
- Ellerine Harding: Olga
- Benjamin Brown: Darick
- Red West: Paulsen
- Michael Pàg. Byrne: Thurston
- Michael Bryan French: Metge
- Dee Ann Hensel: Infermera
- Johnny Harrington: Todd
- Mark Boone Jr.: Propietari de la botiga Pawn
- Dan Priest: Professor

## Crítica
"Ni sorprèn l'aparició d'aquesta seqüela, ni molt menys sorprèn, ni atemoreix, ni estremeix, ni diverteix ni entreté. Una nova col·lecció de macos convertits en sanguinolents cadàvers"